# Mire de Tibães
Mire de Tibães é uma povoação portuguesa sede da Freguesia de Mire de Tibães do Município de Braga, freguesia com 4,36 km² de área e 2344 habitantes (censo de 2021), tendo, por isso, uma densidade populacional de 537,6 hab./km².
Foi cabeça do couto de Tibães até ao início do século XIX. Era constituído pelas freguesias de Mire de Tibães, Padim da Graça, Panóias, Parada de Tibães e Merelim São Paio.
Em termos toponímicos, o seu nome provavelmente origina do rei dos suevos Teodomiro. A palavra "Mire" pode ter origem a partir do diminutivo de Teodomiro, mas também de Mereis (que se traduz para "célebre"), enquanto "Tibães" vem talvez de þiubjo (significando "clandestino"). Ou seja o nome da freguesia pode significar: "Teodomiro clandestino/escondido". A desconstrução do nome desta freguesia desta forma é suportada pelas várias fontes históricas e arqueológicas que mantêm a presença de um palácio real suevo construído por Teodomiro na freguesia, no séc. VI d.C..

## Demografia
A população registada nos censos foi:
| Distribuição da População por Grupos Etários | Distribuição da População por Grupos Etários | Distribuição da População por Grupos Etários | Distribuição da População por Grupos Etários | Distribuição da População por Grupos Etários |
| -------------------------------------------- | -------------------------------------------- | -------------------------------------------- | -------------------------------------------- | -------------------------------------------- |
| Ano                                          | 0-14 Anos                                    | 15-24 Anos                                   | 25-64 Anos                                   | > 65 Anos                                    |
| 2001                                         | 453                                          | 383                                          | 1305                                         | 248                                          |
| 2011                                         | 387                                          | 317                                          | 1388                                         | 345                                          |
| 2021                                         | 258                                          | 295                                          | 1269                                         | 522                                          |

## Património
- Cruzeiro de Tibães
- Conjunto formado pelo Cruzeiro, Igreja e Mosteiro de Tibães, Fontes e construções Arquitectónicas da Quinta de Tibães